# Avatar: Legenda o Aangovi
Avatar: Legenda o Aangovi (v anglickém originále Avatar: The Last Airbender) je americký animovaný televizní seriál, vytvořený Michaelem Dante DiMartino a Bryanem Konietzko. Vysílán byl v letech 2005–2008 na stanici Nickelodeon a v roce 2015 na ČT :D. Ve třech řadách (označeny jako „knihy“ – voda, země a oheň) má 61 dílů, jedna epizoda trvá okolo 20 minut.

## Děj
Seriál se odehrává ve světě čtyř národů, které umějí ovládat živly – Vodní kmeny, Království země, Národ ohně a Vzdušní nomádi. Rovnováhu mezi těmito národy už od pradávna udržoval Avatar, vládce živlů, který je schopen vládnout všem čtyřem elementům. Rovnováhu světa začíná ovšem ohrožovat Národ ohně, který za pomoci Sozinovy komety zahájí genocidu Vzdušných nomádů s cílem zabít současnou inkarnaci Avatara a rozpoutá tak nejhorší válku v historii. Vypadalo to ovšem, že Avatar ze světa zmizel a Pán ohně Sozin stráví zbytek svého života pátráním po největší hrozbě pro Národ ohně – Posledním vládci vzduchu.
Po sto letech, kdy má Národ ohně vítězství na dosah, objevuje na Jižním pólu vládkyně vody Katara a její bratr Sokka ledovec, ve kterém je někdo zamrzlý. Společně tak objevují posledního vládce vzduchu, a současnou inkarnaci Avatara, Aanga s jeho vzdušným bizonem Appou. Aang zpočátku vůbec netušil, že v ledovci zůstal po sto let, postupně tak zjišťuje, že zůstal posledním vládcem vzduchu a objevuje se před ním nelehký úkol – musí se naučit ovládat ostatní tři živly dřív, než v létě znova přiletí Sozinova kometa a Pán ohně Ozai využije její moci k definitivnímu vítězství Národa ohně.
V první knize se Aang společně se Sokkou a Katarou vydávají do Severního vodního kmene, aby se Aang a Katara naučili ovládat vodu. Tuto cestu jim ovšem komplikuje korunní princ Národa ohně Zuko, který byl svým otcem popálen a vyhoštěn do světa, aby vystopoval Avatara a byla mu tak navrácena jeho čest i trůn, který mu náleží. Během jejich cesty Aang objevuje svůj vzdušný chrám, kde nalézá mrtvolu Gyatsa a uvědomí si tak, že když ho svět jako Avatara potřeboval, zmizel. Když nakonec Tým Avatar dorazí na Severní pól, kde se Aang učí ovládat vodu, je Severní Vodní kmen napaden nájezdem Národa ohně, který vede Admirál Zhao, odhodlaný zbavit svět vládců vody. Tento útok ovšem Severní vodní kmen za pomoci Aanga, který se v Avatarském stavu spojí s duchem oceánu, odráží a porážejí Národ ohně.
Aang se dále musí naučit ovládat zemi, proto se v druhé knize Tým Avatar vydává do Království země, kde Aang zahajuje pátrání po svém učiteli. Mezitím do Království země mají namířeno i Zuko a Iroh, tentokrát ovšem jako zběhové Národa ohně. Ve stopách Týmu Avatar, ale i svého bratra a strýčka, je Princezna Azula, chladnokrevná vládkyně ohně, a její kamarádky Ty Lee a Mai. Aangova cesta přes Království země vede i přes město Gaoling, kde nachází svou učitelku ovládání země, v místních zápasech zvanou jako slepou banditku, Toph Beifongovou. Společně se pak dostávají přes poušť, kde Aanga na pár dílů ztratí svého bizona, až do města Ba Sing Se, kde chce Tým Avatar varovat Krále země před blížícím se Národem ohně a poprosit jej o pomoc. To ovšem komplikuje fakt, že městu de facto vládne tajná policie Dai Li s královým poradcem Long Fengem v čele a král díky nim věří, že žádná válka není. Do Ba Sing Se je ovšem následuje i Azula, která má v plánu město dobýt, v čemž jí nakonec pomůže její získaný vliv v Dai Li. V posledních okamžicích pádu Ba Sing Se se Zuko přidává na stranu Azuly, kdy společně zadrží svého strýce Iroha, snažícího se získat čas pro utíkající Tým Avatar, který se s Aangem, jehož v Avatarském stavu zabila Azula, snaží dostat do bezpečí.
V útěku před Národem ohně potkává Tým Avatar válečníky Jižního vodního kmene a Katara se Sokkou se tak spatří se svým otcem, náčelníkem Hakodou. Společně získají jednu loď Národ ohně a v maskování se tak na jeho území skrývají. V tento okamžik mají před Národem ohně výhodu překvapení, jelikož celý svět věřil, že Avatar je mrtev... Aanga ovšem zpět k životu přivedla Katara za pomocí léčivé vody z Oázy duchů ze Severního vodního kmene. V přestrojení se v Národu ohně chtějí všichni skrývat až do dne Černého slunce, kdy vládci ohně ztrácí svou schopnost. Během této události mají v plánu dobýt hlavní město Národa a ukončit tak válku. Plán se ovšem podaří odhalit Princezně Azule, která jejich naději na poražení Pána ohně Ozaie během zatmění překazí. Po neúspěšném útoku se za Avatarem znova vydává princ Zuko, tentokrát ovšem odhodlán přidat se k Týmu Avatar a naučit Aanga ovládat oheň, aby tak mohli ukončit stoletou válkou.
Všichni ostatní, bez vědomí Zuka, chtějí ovšem počkat na okamžik, kdy vymizí vliv Sozinovy komety, jelikož věří, že svět už ve větším chaosu nebude... Z tohoto omylu je ovšem vyvádí Zuko, který zná plán svého otce. Ten chce využít moc komety ke zničení současného světa. Aang tak nemá na výběr, musí se postavit Ozaiovi dřív, než naplní svůj plán, a zabít jej. Ten ovšem den před příletem komety, plný vnitřního rozporu, kdy se není jist, zda dokáže zabít, zmizí... Během vlivu komety se na Ba Sing Se vydává Řád bílého lotosu v čele s Irohem, aby město osvobodili od Národa ohně. Mezitím se ostatní Aangovo přátelé musí postavit flotile vzducholodí Národa ohně a Katara se Zukem se vydávají do hlavního města Národa ohně, aby překazili korunovaci Azuly novou Paní ohně. Na hranicích Království země se ale objevuje Aang, odhodlaný se nyní postavit Pánu ohně. Aang ovšem od událostí v Ba Sing Se není schopen vstoupit do Avatarského stavu a jeho boj s Pánem ohněm začíná prohrávat. Vše se obrací ve chvíli, kdy Aang utrpí úder do své smrtelné rány a opět se aktivuje jeho Avatarský stav. Ozai v obavách před takovou mocí se před Aangem vydává na útěk. Ten ovšem Pána ohně nakonec dopadá a pomocí ovládání energie, které ho naučila Lví želva, zbaví Pána ohně Ozaie vlády nad ohněm.
Pán ohně Ozai je nakonec uvězněn za válečné zločiny a Princezna Azula je díky své mentální nestabilitě umístěna do ústavu. Princ Zuko, který je korunován novým Pánem ohně, zahajuje ve spolupráci s Avatarem novou éru míru a lásky.

## Hlavní postavy

### Aang
Aang je vzdušný nomád narozený 12 let před Sozinovo kometou. Aang je Avatarem po Avatarovi ohně Rokovi a Avatarem před Avatarkou vody Korrou. Jakožto Avatar se musí naučit ovládat zbylé tři živly – vodu, zemi a oheň. Vzhledem k jeho zamrznutí v ledovci během celých 100 let války má nelehkou úlohu – do léta se musí tyto živly naučit ovládat a porazit tak Pána ohně Ozaie a nastolit ve světě mír. Aang je jedním z mála Avatarů, kterým byla ukázána technika ovládání energie a taky možnost ovládat energii druhých a zbavit je jejich vládnutí, od Aanga se tuto techniku později naučí Korra. Aang je zamilovaný do Katary.

### Katara
Katara je vládkyně vody z Jižního vodního kmene, kde vyrůstala se svým bratrem Sokkou, oba byli společně vychováváni svou babičkou Kannou. Katara je dcerou náčelníka Jižního vodního kmene Hakody a jeho manželky Kyi, je také posledním vládcem vody z celého jižního polu. Během svého dětství žila Katara zprvu poklidný život, dokud ji Národ ohně nepřipravil o matku, v naději, že zabili posledního vládce vody. Když byli Katara se Sokkou starší, objevili posledního vzdušného nomáda, Avatara Aanga, který byl uvězněný v ledovci po sto let. Protože se Aang potřeboval naučit ovládat vodu a Katara hledala mistra pro ovládání vody, vydali se sourozenci a Aang společně na Severní pol. Katara a Sokka se nakonec stali velmi blízkými přáteli Aanga a pomohli mu najít mistry, kteří Avatara naučili ovládat další elementy, a pomohli mu tak zastavit Pána ohně Ozaie v jeho snaze o ovládnutí světa, a následně obnovit mír ve světě.

### Sokka
Sokka je 15letý bojovník z vesnice jižního vodního kmene, byl vychováván společně se svou mladší sestrou Katarou jejich babičkou. Sokka se touží stát stejně statečným a vynikajícím bojovníkem a skvělým vojevůdcem jakým je jeho otec, Náčelník Hakoda, má také na starost za svého otce celou jejich vesnici, na důkaz důvěry v Sokku a jeho schopnosti. Po svém otci zdědil Sokka také inteligenci a smysl pro humor. Ze začátku neměl Aanga moc v lásce a pokládal ho i za špiona Národa ohně.

### Toph Beifongová
Toph Beifongová, známá také jako „Slepá banditka“ při soutěži zvané Kamenování, je jedna z nejlepších vládkyň země a Aangova učitelka ovládání země. Toph pochází z bohaté rodiny Beifongů a přišla na svět slepá, kvůli čemuž jí její otec nechával na každém kroku hlídat strážemi. I když je slepá, s viděním problém nemá. Ovládání země se naučila od zemních krtků, kteří jsou prvními vládci země na světě. Od nich se naučila také vnímat svět pomocí nohou – vidí pomocí vibrací, které se šíří po zemi. Dokázala také jako první ovládat kov.

### Appa
Appa je loajální vzdušný bizon a zvířecí průvodce Avatara Aanga, jedná se o velké, několikatunové zvíře. Appa je z poslední generace vzdušných bizonů ještě před jejich vyhlazením společně s vládci vzduchu. S Aangem se setkali jako malí, když si mladí vládci vzduchu vybírali svého vzdušného bizona. Díky jeho schopnosti létání je Appa hlavním dopravním prostředkem týmu Avatar.

### Momo
Momo je okřídlený lemur, jedná se o druh lemura, který byl typický v oblastech vzdušných chrámů. Je společníkem Aanga a jeho přátel. Momo se také s přátelil s Appou a navykl si na něho jako na nepostradatelnou část jejich týmu, díky tomuto vztahu se pak v Ba Sing Sei snaží najít Momo ztraceného Appu, pomocí zbytku chlupů Appovi srsti. Jedná se o inteligentní zvíře, i když má problémy chápat lidskou řeč.

### Suki
I když vypadá Suki jako obyčejná dívka, jedná se o vůdkyni skupiny ženských bojovnic – Bojovnice Kyoshi. Jejich skupina i jejich ostrov je pojmenován dle Avatarky Kyoshi – Avatarka země před Rokem. Se svým trénováním jakožto bojovnice začala ve svých 8 letech. Po setkání s Avatarem a jeho přáteli trénovala během jejich návštěvy ostrova Kyoshi, Suki se zamilovala do Sokka.

### Iroh
Iroh byl generál Národa ohně ve výslužbě, původní Princ národa, Velmistr řádu Bílého Lotosu, mistr ovládání ohně a moudrý mentor jeho synovce Zuka. Byl starším synem Pána ohně Azulona a Ilah, a starším bratrem Ozaie. Irohova dobře známá schopnost Ohnivého dechu a jeho údajné zabití posledního draka mu vynesli uznávaný titul Drak Západu.

### Zuko
Zuko je mistr ovládání ohně, narozený jako princ královské rodiny Národa ohně, který držel titul Pána ohně od roku 100 po Sozinově kometě do roku 167 po Sozinově kometě. Původně jako hlavní nepřítel Týmu Avatar, Zukův časný život se točil okolo pokusu dopadnout dlouho ztraceného Avatara, aby se mohl vrátit do své země a získat zpět svou čest jako korunní princ. Nakonec se však k avatarskému týmu připojí a pomůže Aangovi porazit Pána ohně. Lze jej snadno poznat dle jeho jizvy na levé části obličeje, kterou získal od svého otce, krátce před jeho vyhoštěním, jako výsledek jeho neúmyslného zneuctění svého otce, když promluvil během válečné porady a když s ním odmítl bojovat v Agni Kai.

### Azula
Azula byla princezna Národa ohně, dcera Pána ohně Ozaie a Ursy, sestra Zuka a neteř Iroha. Byla klíčovým protivníkem Týmu Avatar, pronásledovala Avatara Aanga a svého vyhoštěného bratra daleko napříč Královstvím země, doprovázena svými dvěma tehdejšími nejlepšími kamarádkami, Mai a Ty Lee.

### Ozai
Syn pána ohně Azulona a mladší bratr Iroha. Ozai se k moci a své pozici pána ohně dostal díky výmluvnému přesvědčení svého otce Azulona, že Iroh po smrti svého jediného syna Lu Tena není schopný nadále vést svůj Národ. Azulon mu tak pro získání této pozice přikáže, aby zabil svého syna. To ovšem zjistila jeho matka a na obranu Zuka se, dle slov Ozaie, dopustila hanebných a zrádných činů za což byla vyhoštěna. Ozaiovo jediným cílem je naplnit sny pána ohně Azulona a Sozina a dostat tak svět pod nadvládu Národa ohně.

## Řady a díly
| Řada | Název | Díly | Premiéra v USA  | Premiéra v USA    | Premiéra v ČR | Premiéra v ČR |
| Řada | Název | Díly | První díl       | Poslední díl      | První díl     | Poslední díl  |
| ---- | ----- | ---- | --------------- | ----------------- | ------------- | ------------- |
| 1    | Voda  | 20   | 21. února 2005  | 2. prosince 2005  | 2009          | 2009          |
| 2    | Země  | 20   | 17. března 2006 | 1. prosince 2006  | 2009          | 2010          |
| 3    | Oheň  | 21   | 21. září 2007   | 19. července 2008 | 2010          | 2010          |